# École européenne de chimie, polymères et matériaux de Strasbourg
 (avril 2022).
L’École européenne de chimie, polymères et matériaux de Strasbourg (ECPM) est l'une des 204 écoles d'ingénieurs françaises accréditées au 1er septembre 2020 à délivrer un diplôme d'ingénieur. Elle fait partie de l'Université de Strasbourg et du réseau Alsace Tech.
Elle est située sur le campus de Cronenbourg de Strasbourg. Chaque année, elle délivre environ 90 diplômes ingénieurs au terme d'une scolarité de 3 ans post-classes préparatoires. L'école recrute essentiellement sur les concours commun des Instituts Nationaux Polytechniques (CCINP) mais également avec le cycle préparatoire intégré (CPI) de la fédération Gay-Lussac et des admissions sur titre.
En 2019, elle fait partie du groupe A du classement des écoles d'ingénieurs de l'Etudiant.[source insuffisante] En 2023, l’ECPM se hisse à la première place de ce même classement, parmi les écoles formant au titre d'ingénieur chimiste.

## Historique

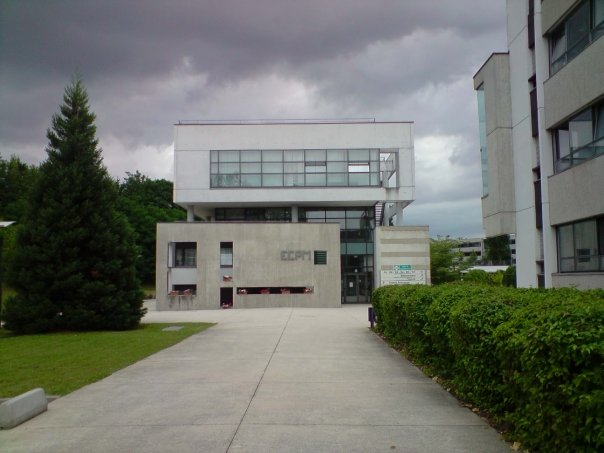
Entrée principale de l'ECPM

En 1919 est créé l'Institut de chimie par les professeurs T. Muller et H. Gault. Les enseignements sont dispensés rue Goethe à Strasbourg.
En 1948, l'institut devient l'École nationale supérieure de chimie (ENSCS) par le professeur H. Forestier.
En 1962, l'École de chimie s'installe dans de nouveaux locaux de la faculté de chimie (« tour de Chimie ») sur le campus central de l'Esplanade. Les premiers travaux pratiques de chimie analytique de l'ENSCS ont lieu dès la rentrée 1962. Suivront, petit à petit, la migration des autres enseignements et des laboratoires de recherche jusqu'en 1965.
L’ENSCS devient une UER érigé en EPSC rattaché à une université après la loi Faure de 1968, puis un établissement public à caractère administratif rattaché à l’université Strasbourg-I après la loi Savary de 1984.
En 1981, le professeur M. Daire initie le programme d'enseignement européen.
En 1986, l'ENSCS devient École européenne des hautes études des industries chimiques de Strasbourg (EHICS)[réf. nécessaire]
En 1995, sous l'impulsion du professeur J.C. Bernier, se produit le regroupement de l'école d'application des hauts polymères (EAHP) et du magistère matériaux de l'Université Strasbourg-I. La nouvelle école devient composante de l'université et porte le nom d'École européenne de chimie, polymères et matériaux (ECPM).
Entre 1998 et 1999, l'ECPM s'installe dans un ensemble de nouveaux bâtiments sur le campus de Cronenbourg. Sur 22000 mètres carrés de surface s’étendent un ensemble de bâtiments d’enseignements (cours magistraux, salles de travaux dirigés, ateliers de langues), de travaux pratiques (chimie analytique, chimie organique, matériaux et nanosciences, chimie des polymères, sciences pour l’ingénieur/génie chimiques), de recherches (5 bâtiments accueillent 3 UMR et deux plateformes) et une bibliothèque.
En 2006, le Centre international de recherche aux frontières de la chimie à Strasbourg est un des treize réseaux thématiques de recherche avancée.
En 2009, l'université Louis-Pasteur fusionne avec les autres universités de la ville au sein de l'université de Strasbourg.

## Formation

### Admission
- Pour les étudiants français, l'admission au niveau du bac se fait via Parcoursup. La sélection se fait sur la base du dossier académique et d'un entretien de 20 minutes.

- Pour les étudiants internationaux, il s'agit d'une admission sur titres.

### Premier cycle

#### Cycle préparatoire intégré (CPI)
Ce cycle préparatoire intégré permet aux étudiants d’être admis dans une école de la Fédération Gay Lussac (20 écoles) après deux ans. Ces deux années consistent en l’étude des métiers d’ingénieur dans le domaine de la chimie. Il y a 5 CPI en France : Rennes, Clermont-Ferrand, Lille, Pau et Strasbourg à l'ECPM. Ces classes ont été ouvertes au début de l'année scolaire 2011-2012 à Strasbourg. Leur spécificité est d'accueillir un grand nombre d'étudiants internationaux, que 20% des cours sont dispensés en anglais et 10% en allemand (facultatif). Il y a 50 étudiants chaque année.
À l'issue du CPI, les étudiants ont la possibilité d'intégrer une des 20 écoles de la fédération Gay-Lussac, grâce au contrôle continu et sans concours.

#### Premier cycle international (CPI-CHEM.I.ST)
- Le programme scientifique comprend : de la chimie, de la physique et des mathématiques pendant deux ans avec un total, pour la première année, d’environ 700 heures de cours scientifiques. À cela s'ajoute les travaux pratiques de cette formation scientifique, avec un total de 102 heures pour la première année.
- Le programme comprend un travail de groupe pour développer la communication, la créativité autour des projets scientifiques. En 2016, un programme de "videxo" a été créé. L’étudiant résout un problème scientifique sur un tableau et dans le même temps, on le filme pour qu’il envoie la vidéo aux professeurs. Le but est de promouvoir la confiance en soi, la parole et la réflexion scientifique qui sont des qualités importantes pour un futur ingénieur.
- L'aspect international est développé. Au début de la formation, les étudiants peuvent participer à une session de langue anglaise pendant une semaine afin d’apprendre les bases de l’anglais scientifique. Les voyages d'insertion sont organisés à la fin de la première année en Allemagne ou en Angleterre. Les étudiants participent à des conférences et à des travaux de laboratoire dans une université étrangère. Beaucoup d'étudiants étrangers viennent de Chine.

### Cycle ingénieur

#### Ingénieur ECPM
L’ECPM a forme des ingénieurs trilingues, qui s'investissent dans une entreprise à environnement international. La formation débute par un tronc commun de 3 semestres pour acquérir des connaissances de base en sciences analytiques, chimie moléculaire, ingénierie des polymères, matériaux de fonction et nanosciences.
Au milieu de la 2e année (Semestre 8), les élèves choisissent une majeure et une spécialité pour affiner leur parcours :
- Chimie pour la santé et l’environnement (chimie organique ou chimie analytique) ;
- Matériaux émergents pour l'énergie et le développement durable (polymères et matériaux)[12].

Les élèves ont la possibilité d'effectuer leur troisième année sous la forme d'un contrat de professionnalisation en alternance. Les thèmes développés sont plus particulièrement orientés vers le développement durable et la bio-économie.

#### Ingénieur ChemBiotech
Depuis 2014, l'ECPM et l'ESBS (École supérieure de biotechnologie de Strasbourg), toutes deux internes à l'Université de Strasbourg, proposent conjointement une nouvelle formation d'ingénieur, ChemBiotech. L'objectif est de former en trois ans des ingénieurs compétents dans les différents domaines de l’interface chimie-biotechnologie modernes, capables de s'adapter et de s'intégrer dans les secteurs de la santé et de l'environnement en production, recherche, innovation et développement.
L’ingénieur ChemBiotech est capable de travailler, dans un environnement international, avec différents partenaires (chimistes, biologistes, pharmaciens) impliqués, par exemple, dans la mise au point d’un nouveau médicament dans l’industrie pharmaceutique. Il agit également dans des domaines émergents comme, entre autres, celui de la chimie verte, des biopolymères et de la biocatalyse.
L'interface chimie/biotechnologies est particulièrement stratégique pour relever les nombreux défis du futur. Chimie et biotechnologies sont en effet impliquées dans une grande diversité de secteurs industriels tels que la santé, l'agro-alimentaire, les matériaux bio-dégradables, l'environnement et la cosmétique.
La première promotion a été diplômée en 2017.

#### Aspects internationaux
Près de 20 % des élèves sont étrangers : allemands, luxembourgeois, espagnols, roumains et chinois notamment. L'enseignement scientifique est trilingue (anglais, français et allemand) et la formation linguistique est soutenue. L'ECPM propose à ses élèves des possibilités de double-diplôme franco-allemand et franco-espagnol et permet à chacun de passer un an dans une université à l'étranger pour y faire sa troisième année du cycle ingénieur. Enfin, tout élève a l'obligation de faire au moins un stage en dehors de France.

#### Interaction avec l'entreprise
L'ECPM est en forte interaction avec l'entreprise. Au terme de chacune des trois années passées à l'école, l'étudiant doit effectuer un stage. Le premier, d'une durée de deux mois, doit être un stage ouvrier/technicien dans l'industrie. Le second, d'une durée de quatre mois, doit être un stage ingénieur en industrie. Le troisième dure six mois et peut être un stage en R&D dans l'industrie.
De plus, les élèves ont la possibilité d'effectuer une année césure en entreprise, qui leur permet d'acquérir une forte expérience professionnelle.
Les élèves participent également à deux forums de recrutement majeurs : le Forum Alsace Tech et le Forum Horizon Chimie.
Deux projets élèves-entreprises font également partie du cursus ingénieur : la Mission industrielle ECPM'innov et le Microprojet de recherche.

### Masters
En plus de son diplôme d'ingénieur, chaque élève peut opter, s'il le souhaite, pour l'obtention simultanée d'un Master Recherche, associé à sa spécialité :
- chimie moléculaire et supramoléculaire,
- sciences analytiques,
- ingénierie des matériaux - matériaux polymères,
- ingénierie des matériaux - matériaux de fonction.

Dans ce cas, le stage de troisième année doit être un stage master en laboratoire ou en entreprise, sous la tutelle d'un enseignant-chercheur de l'université de Strasbourg.

## Locaux
D'après la CTI, « Les locaux (sur le site de Cronenbourg) ont une superficie de 13 300 m², dont 2 700 pour les travaux pratiques et 5 300 affectés à la recherche. Les locaux sont de qualité et les équipements de très bon niveau ».

## Classements
Elle fait partie du groupe A du classement des écoles d'ingénieurs 2023 de l'Etudiant devant notamment Chimie ParisTech et l'ESPCI Paris. Ainsi, elle devient en 2023 la première école de la Fédération Gay-Lussac.
Classements nationaux :
| Nom            | 2019 (Rang) | 2020 (Rang) |
| -------------- | ----------- | ----------- |
| L’Étudiant     |             | 27          |
| Daur Rankings  | 25          | 30          |
| Usine Nouvelle | 44          | 45          |

## Vie associative
Il existe plusieurs associations gérées par les élèves.

## Partenariats

### Partenariats nationaux
L'ECPM a pris part à plusieurs réseaux différents afin de communiquer avec les entreprises, les institutions ou encore les étudiants dont la Fédération Gay-Lussac qui regroupe les 20 écoles nationales supérieures de chimie et de génie chimique de France et le réseau Alsace Tech qui regroupe les 9 écoles d'ingénieurs d'Alsace.

### Partenariats internationaux
L'ECPM est partenaire de plusieurs institutions internationales dans le cadre de son programme de mobilité et offre la possibilité de partir à l'étranger pendant une année (en 3e année du cycle ingénieur).

#### Accords de double diplôme
Le double diplôme franco-allemand :
- Université de la Sarre
- Université de Stuttgart
- Université technique de Dresde
- Université de Brême

Le double diplôme franco-espagnol :
- Université autonome de Madrid
- Université de Seville
- Université de Valence
- Université du Pays basque

#### Accords d'échange avec validation d'acquis
- Nanyang Technological University (Singapour)
- Université baptiste de Hong Kong (Chine)
- Yeungnam University (République de Corée)
- Université de Buenos Aires (Argentine)
- Université du Québec à Montréal (Canada)
- Université de Sherbrooke (Canada)

## Anciens élèves
- Jean-Pierre Sauvage (chimiste), Prix Nobel de chimie 2016, professeur émérite de l'Université de Strasbourg et directeur de recherche émérite du CNRS[19].
- Ilham Kadri, CEO de Solvay[20].

## Recherche
Cette section ne s'appuie pas, ou pas assez, sur des sources secondaires ou tertiaires indépendantes du sujet. Le texte peut contenir des analyses inexactes ou inédites de sources primaires.
Pour l'améliorer, ajoutez-en, ou placez des modèles {{Source secondaire souhaitée}} ou {{Source secondaire nécessaire}} sur les passages mal sourcés. (avril 2022)
Parallèlement à sa mission de formation d'ingénieurs, l'ECPM représente un pôle en matière de recherche. Cinq Unités de Recherche sous la tutelle du CNRS et de l'Université de Strasbourg sont associés à l'ECPM. Leurs activités concernent des domaines aussi variés que : les matériaux, la catalyse, les polymères, l'analyse de traces métalliques, l'analyse de biomolécules et la synthèse organique.
Près de 300 chercheurs et enseignants chercheurs accueillent les élèves-ingénieurs dans le cadre de leurs travaux pratiques ou, après le diplôme, en thèse.
Les laboratoires collaborent avec l'industrie et les grands organismes de recherche européens dans le cadre d'accords bilatéraux ou de programmes européens.
Un hall de technologie de 1 000 m2, équipé d'une salle blanche, favorise les transferts vers l'industrie dans le domaine des synthèses d'intermédiaires et de nouveaux matériaux.